# コラージュ・カメラ
「コラージュ・カメラ」は、藤子不二雄の藤本弘（のちの藤子・F・不二雄）による読切SF漫画作品。小学館『ビッグコミック』1982年6月10日号に掲載された。

## 概要
謎のカメラセールスマンが登場するカメラシリーズ作品の一つ。本作に登場するカメラとアダプターを使うと、複数の写真をコラージュした合成写真を手軽に作成することができる。写真合成は2023年現在ではパソコンやスマートフォンの画像編集ソフトで誰でも手軽に行えるが、本作は高度な画像処理がまだパソコンで行えない時代に描かれている。また、本作に登場するカメラを使えばコンピューター解析でも合成と判別できないほどの精度の写真を作成できる。なお、ドラえもんにも似たエピソードが存在する。

## あらすじ
主人公は「朝夕新聞」のデスク。大物政治家の汚職事件「ブラッキード事件」に関する審理が進んでいるが、決定的な証拠がない。そんな悩みを抱える中、彼の子供に奇妙なカメラを持ち込む男がいた。

## 登場人物
朝夕新聞社のデスク
本作の主人公。大物政治家の汚職を追っており、ほぼ確証に近いものを掴んでいるがどうにもできないまま審理が終わりそうで悩んでいる。
哲也
主人公の息子。プラモデルのロボットやジオラマで遊ぶのが好きで、写真を合成する機能があるコラージュ・カメラでヨドバ氏と楽しく遊ぶ。
主人公の妻
新聞社の仕事に明け暮れる夫や、ジオラマに夢中になる息子を気にかける。
カメラのセールスマン
黒服のカメラ販売員。その正体は『懐古の客』で明かされる。今作では子供と仲良くなる方針でカメラを売り込みに来訪。「哲也」「プラモ」「住宅街の風景」を撮影し、1枚に合成してみせる。
田金
大物政治家。ブラッキード事件の中心。顔は一切描かれない。
田金の運転手
田金の汚職の数々を目撃し、証言したためクビになった。